# John Jairo Bodmer
John Jairo Bodmer Restrepo (Bogotá; 27 de noviembre de 1981) es un entrenador de fútbol colombiano de ascendencia suiza.

## Plano personal

### Récord
Bodmer es el entrenador Colombiano que a más corta edad ha logrado ascender un equipo a la Primera División del fútbol profesional colombiano.
Así mismo, Bodmer es el segundo director técnico en dirigir a más corta edad en el Fútbol  Profesional Colombiano (en la B) ya que en el año 2010, cuando tenía 29 años, debutó dirigiendo al Expreso Rojo; superando por algunos días a Gabriel Ochoa Uribe quien en 1958 dirigió a Millonarios con 29 años (en la A). El récord lo ostenta Néstor Rodríguez quien en el año 2011 a los 28 años dirigió al Cortuluá.

### Formación
Académicamente Bodmer se formó como licenciado en educación física en la Universidad Pedagógica Nacional de Colombia. Además, posee la Licencia Pro de la Conmebol.

### Influencias
Bodmer declaró que tiene como referentes a Hernán Torres y Alberto Gamero por las etapas que estos han tenido con Millonarios y que le gustaría dirigir allí al igual que ellos.

## Trayectoria

### Expreso Rojo - Tigres F.C.
En el segundo semestre de 2010 las directivas del club le dan a Bodmer la oportunidad de dirigir la plantilla profesional luego de habér sido el asistente de Luís Herney Melo. Asumió en la pretemporada de los partidos de vuelta con un rendimiento aceptable, consigo terminar en la décima posición del torneo a 8 puntos de clasificar a la semifinal.
En la temporada 2011 Bodmer dirigió a su equipo en 40 oportunidades en la liga de ascenso, ganando 12 partidos, empatando 17 y perdiendo 11 siendo su segunda mejor participación en el torneo como técnico, llegando a disputar el torneo clausura donde sería eliminado en semifinales por el Deportivo Pasto, a la postre campeón. En cuanto a la Copa Colombia de ese año, Bodmer y su equipo ganaron 4 partidos, empataron 4 y perdieron 2 en la fase de grupos, resultados que le permitieron acceder a segunda ronda como uno de los mejores terceros; en la segunda fase enfrentaría a Patriotas Boyacá, llave en que ganó el partido de ida y perdió el de vuelta, obligando a la definición desde el punto penal, tras lo cual el equipo fue eliminado en su hasta ahora mejor participación histórica en la copa.  
Las directivas del club deciden apostar con Bodmer por un proceso a futuro, entre las temporadas 2012 y 2015 aunque no obtuvo resultados favorables continuo frente al equipo.
Para la temporada 2016 el club cambia de nombre por motivos legales y nuevamente de sede renaciendo como Tigres F.C. y las directivas deciden ratificar a Bodmer en un proceso de 6 años con el que al final de la temporada se obtendría el ascenso a la Categoría Primera A. A lo largo del año Tigres jugó 32 partidos, ganando 12, empatando 12 y perdiendo 8, resultados que le alcanzarían un cupo para los cuadrangulares semifinales del torneo. En la última fecha de la semifinal el equipo dirigido por Bodmer conseguiría una victoria un gol por cero sobre Bogotá Fútbol Club, triunfo con el que acumularían 11 puntos y ocuparían el primer lugar en el cuadrangular que disputaban, superando por dos puntos al Deportivo Pereira y al Itagüí Leones, con dicho resultado el equipo obtuvo un cupo a la primera división y la oportunidad de disputar su primera final, la cual jugarían contra el América de Cali. En cuanto a Copa Colombia 2016 el equipo Tigres F.C. jugó 6 encuentros ganando 1, empatando 3 y perdiendo 2.
En la temporada 2017 ya en Primera División tiene una campaña aceptable aunque por la tabla del descenso en el promedio no logran mejorarla y descienden ese mismo año.
Culminado la temporada 2018 en la que no alcanzó la meta del segundo ascenso renuncia al cargo luego de 8 años en el equipo. Estaría oficialmente en el club 400 partidos (26 como asistente y 374 como entrenador en propiedad).

### Jaguares de Córdoba
El día martes 30 de octubre de 2018 se confirma a Bodmer como nuevo entrenador del Jaguares de Córdoba para afrontar la Temporada 2019.
Ocuparía el cargo hasta el día 14 de marzo de 2019 sin lograr mayores resultados, en los diez partidos que estuvo al mando del equipo Monteriano.
El día 27 de agosto de 2019 regresa por el momento como interino a la dirección técnica del club tras la renuncia de Oscar Upegui. Dirige su primer partido el 31 de agosto ante Patriotas Boyacá.

### Valledupar FC
Entre 2020 y 2021 dirige favorablemente al equipo vallenato, ocupando en la quinta posición en la reclasificación del año en ambas temporadas. En junio de 2021 Bodmer recibe el llamado del entrenador Luis Fernando Suárez para que lo asista en la Selección de fútbol de Costa Rica.

### Selección de fútbol de Costa Rica
Asistiendo a Luis Fernando Suárez, Bodmer va al mundial de Catar 2022 y la Copa Oro 2023.

### Atlético Nacional
Inicialmente llegó al equipo el 10 de octubre de 2023 para dirigir las Divisiones menores en reemplazo de Felipe Merino. Más adelante, el 9 de octubre es presentado como entrenador del equipo profesional hasta finalizar la temporada remplazando al brasileño William Amaral. Debutó en el Clásico paisa en la fecha 17 del Torneo Finalización 2023.

## Clubes

### Asistente técnico
| Equipo                            | AT de:               | Periodo              | Periodo             |
| Equipo                            | AT de:               | Desde                | Hasta               |
| --------------------------------- | -------------------- | -------------------- | ------------------- |
| Expreso Rojo · Colombia           | Luis Herney Melo     | 6 de febrero de 2010 | 31 de junio de 2010 |
| Selección Costa Rica · Costa Rica | Luis Fernando Suárez | 21 de junio de 2021  | 20 de julio de 2023 |
| Deportivo Pereira · Colombia      | Luis Fernando Suárez | 18 de junio de 2024  | 2 de marzo de 2025  |

### Entrenador
| Equipo                            | Periodo                | Periodo                  | PD  |
| Equipo                            | Desde                  | Hasta                    | PD  |
| --------------------------------- | ---------------------- | ------------------------ | --- |
| Expreso Rojo · Colombia           | 1 de julio de 2010     | 20 de enero de 2016      | 250 |
| Tigres Fútbol Club · Colombia     | 20 de enero de 2016    | 26 de octubre de 2018    | 124 |
| Jaguares de Córdoba · Colombia    | 30 de octubre de 2018  | 14 de marzo de 2019      | 11  |
| Jaguares de Córdoba · Colombia    | 27 de agosto de 2019   | 30 de septiembre de 2019 | 7   |
| Valledupar Fútbol Club · Colombia | 5 de diciembre de 2019 | 21 de junio de 2021      | 50  |
| Atlético Nacional · Colombia      | 9 de octubre de 2023   | 23 de febrero de 2024    | 22  |
| La Equidad · Colombia             | 5 de marzo de 2025     | 10 de mayo de 2025       | 11  |
| Total como entrenador             | Total como entrenador  | Total como entrenador    | 464 |

## Estadísticas como entrenador
| Expreso Rojo · Colombia        | 2.ª                 | 2010                | 19  | 7   | 5   | 7   | 10.º | 3  | 0  | 1  | 2  | - | - | - | - | - | 22  | 7   | 6   | 9   | 40.91% |
| Expreso Rojo · Colombia        | 2.ª                 | 2011                | 40  | 12  | 17  | 11  | 9.º  | 12 | 5  | 4  | 3  | - | - | - | - | - | 52  | 17  | 21  | 14  | 46.15% |
| Expreso Rojo · Colombia        | 2.ª                 | 2012                | 36  | 7   | 8   | 21  | 18.º | 10 | 1  | 2  | 7  | - | - | - | - | - | 46  | 8   | 10  | 28  | 24.64% |
| Expreso Rojo · Colombia        | 2.ª                 | 2013                | 36  | 10  | 10  | 16  | 15.º | 10 | 4  | 2  | 4  | - | - | - | - | - | 46  | 14  | 12  | 20  | 39.13% |
| Expreso Rojo · Colombia        | 2.ª                 | 2014                | 36  | 6   | 9   | 21  | 17.º | 10 | 2  | 1  | 7  | - | - | - | - | - | 46  | 8   | 10  | 28  | 24.64% |
| Expreso Rojo · Colombia        | 2.ª                 | 2015                | 32  | 8   | 9   | 15  | 12.º | 6  | 2  | 2  | 2  | - | - | - | - | - | 38  | 10  | 11  | 17  | 35.97% |
| Expreso Rojo · Colombia        | Total               | Total               | 199 | 50  | 58  | 91  | -    | 51 | 14 | 12 | 25 | 0 | 0 | 0 | 0 | - | 250 | 64  | 70  | 116 | 34.93% |
| Tigres · Colombia              | 2.ª                 | 2016                | 40  | 15  | 14  | 11  | 4.º  | 6  | 1  | 3  | 2  | - | - | - | - | - | 46  | 16  | 17  | 13  | 47.1%  |
| Tigres · Colombia              | 1.ª                 | 2017                | 40  | 11  | 12  | 17  | 16.º | 6  | 2  | 2  | 2  | - | - | - | - | - | 46  | 13  | 14  | 19  | 38.4%  |
| Tigres · Colombia              | 2.ª                 | 2018                | 30  | 7   | 13  | 10  | 11.º | 2  | 0  | 1  | 1  | - | - | - | - | - | 32  | 7   | 14  | 11  | 36.46% |
| Tigres · Colombia              | Total               | Total               | 110 | 33  | 39  | 38  | -    | 14 | 3  | 6  | 5  | 0 | 0 | 0 | 0 | - | 124 | 36  | 45  | 43  | 41.13% |
| Jaguares de Córdoba · Colombia | 1.ª                 | 2018                | 2   | 1   | 1   | 0   | 17.º | -  | -  | -  | -  | - | - | - | - | - | 2   | 1   | 1   | 0   | 66.67% |
| Jaguares de Córdoba · Colombia | 1.ª                 | 2019                | 14  | 2   | 4   | 8   | Inc. | 2  | 0  | 2  | 0  | - | - | - | - | - | 16  | 2   | 6   | 8   | 25%    |
| Jaguares de Córdoba · Colombia | Total               | Total               | 16  | 3   | 5   | 8   | -    | 2  | 0  | 2  | 0  | 0 | 0 | 0 | 0 | - | 18  | 3   | 7   | 8   | 29.63% |
| Valledupar FC · Colombia       | 2.ª                 | 2020                | 23  | 10  | 9   | 4   | 5.º  | 2  | 0  | 0  | 2  | - | - | - | - | - | 25  | 10  | 9   | 6   | 52%    |
| Valledupar FC · Colombia       | 2.ª                 | 2021                | 21  | 10  | 2   | 9   | 5.º  | 4  | 2  | 1  | 1  | - | - | - | - | - | 25  | 12  | 3   | 10  | 52%    |
| Valledupar FC · Colombia       | Total               | Total               | 44  | 20  | 11  | 13  | -    | 6  | 2  | 1  | 3  | 0 | 0 | 0 | 0 | - | 50  | 22  | 12  | 16  | 52%    |
| Atlético Nacional · Colombia   | 1.ª                 | 2023                | 10  | 5   | 0   | 5   | 3.º  | 4  | 1  | 2  | 1  | - | - | - | - | - | 14  | 6   | 2   | 6   | 47.62% |
| Atlético Nacional · Colombia   | 1.ª                 | 2024                | 7   | 2   | 2   | 3   | -    | -  | -  | -  | -  | 1 | 0 | 0 | 1 | - | 7   | 2   | 2   | 3   | 33.33% |
| Atlético Nacional · Colombia   | Total               | Total               | 17  | 7   | 2   | 8   | -    | 4  | 1  | 2  | 1  | 1 | 0 | 0 | 1 | - | 22  | 8   | 4   | 10  | 42.42% |
| La Equidad · Colombia          | 1.ª                 | 2025                | 11  | 2   | 2   | 7   | Inc. | -  | -  | -  | -  | - | - | - | - | - | 11  | 2   | 2   | 7   | 24.24% |
| La Equidad · Colombia          | Total               |                     |     |     |     |     |      |    |    |    |    |   |   |   |   |   |     |     |     |     |        |
| Total en su carrera            | Total en su carrera | Total en su carrera | 386 | 113 | 115 | 158 | -    | 77 | 20 | 23 | 34 | 1 | 0 | 0 | 1 | - | 464 | 133 | 138 | 193 | 38.57% |
| 1. 2.                          |                     |                     |     |     |     |     |      |    |    |    |    |   |   |   |   |   |     |     |     |     |        |

#### Resumen por competencias
| Competición         | PJ  | PG  | PE  | PP  | Ganados % | Mejor Resultado |
| ------------------- | --- | --- | --- | --- | --------- | --------------- |
| Categoría Primera B | 313 | 92  | 96  | 125 | 39.61%    | Subcampeón      |
| Categoría Primera A | 73  | 21  | 19  | 33  | 37.45%    | Tercer lugar    |
| Copa Colombia       | 77  | 20  | 23  | 34  | 35.93%    | Campeón         |
| Copa Libertadores   | 1   | 0   | 0   | 1   | 0%        | Fase previa     |
| Total               | 464 | 133 | 138 | 193 | 38.57%    | Un título       |

## Palmarés

### Títulos nacionales
| Título        | Equipo            | País     | Año  |
| ------------- | ----------------- | -------- | ---- |
| Copa Colombia | Atlético Nacional | Colombia | 2023 |